# Élections municipales de 2026 à Amiens
Pour des articles plus généraux, voir Élections municipales françaises de 2026 et Élections municipales de 2026 dans la Somme.
Les élections municipales de 2026 à Amiens auront lieu en mars 2026. Elles visent au renouvellement du conseil municipal et du conseil communautaire de la communauté d'agglomération d'Amiens Métropole.

## Modalités du scrutin

### Dates
Ces élections se tiendront en mars 2026, les dates précises seront annoncées par décret au moins 3 mois avant le scrutin.

### Mode de scrutin
L'élection des conseillers municipaux et communautaires se déroule selon un scrutin de liste à deux tours avec prime majoritaire : les candidats se présentent en listes complètes avec la possibilité de deux candidats supplémentaires. Lors du vote, on ne peut faire ni adjonction, ni suppression, ni modification de l'ordre de présentation des listes. Chaque bulletin de vote comporte deux listes : une liste de candidats aux seules élections municipales et une liste de ceux également candidats au conseil communautaire.
Le nombre de sièges à pourvoir au conseil municipal d'Amiens correspond à celui des communes dont la population est comprise entre 100 000 et 150 000 habitants, soit 55 sièges. Les conseillers municipaux sont élus au suffrage universel direct pour une durée de mandat de six ans. L'élection se termine au premier tour en cas de majorité absolue. Le cas échéant, un second tour a lieu. Les listes qui ont obtenu au moins 10 % des suffrages exprimés au premier tour peuvent se présenter au second. Les candidats des listes qui ont obtenu plus de 5 % des suffrages exprimés au premier tour peuvent rejoindre une autre liste.
La liste ayant obtenu le plus de voix se voit attribuer la moitié des sièges, arrondie à l'entier supérieur si nécessaire. Ainsi, la liste majoritaire obtiens automatiquement 28 sièges. Les 27 sièges restants sont attribués à la représentation proportionnelle à la plus forte moyenne aux listes ayant obtenu au moins 5 % des suffrages exprimés au second tour (ou au premier tour en cas de tour unique).

## Contexte

### Scrutin précédent
Les élections municipales de 2020 ont été marquées par une abstention massive en raison de la pandémie de Covid-19, la participation lors du 1er tour s'étant effondrée de 52 % en 2014 à 32 % en 2020.
Sur le plan local, la liste conduite par Brigitte Fouré, candidate à sa propre succession et soutenue par l'UDI, les Républicains, la République en Marche, le MoDem et Agir, parvient à se maintenir en tête bien que perdant 2 sièges.
L'opposition, en ayant formé une liste d'union de la gauche parvient à renforcer légèrement sa position en gagnant 1 siège.
La liste divers droite conduite par Renaud Deschamps réussit à faire élire 5 personnes au conseil municipal.
Le Rassemblement national ne parvient pas à conserver ses 4 sièges, la liste n'ayant pas atteint les 10 % au 1er tour et n'ayant pas fusionné avec une autre liste pour le 2d.
C'est également le cas des deux listes du centre Mouvement Radical - LREM et Parti Écologiste - LREM qui échouent toutes les deux à envoyer des élus à la mairie de justesse, ayant réunit plus de 9,75 % des voix chacune sans pour autant parvenir à passer la barre des 10 % au 1er tour.

### Contexte politique local
Maire d'Amiens depuis 2014, Brigitte Fouré décide de rendre son mandat de maire à compter du 7 octobre 2024 au profit de son premier adjoint Hubert de Jenlis,.
Bien que Renaud Deschamps, conseiller municipal d'opposition divers droite et ancienne tête de liste en 2020, ait annoncé qu'il serait à nouveau candidat en 2026 dès le 31 mars 2024, il est déclaré, le 11 juillet 2025, inéligible pendant trois ans par le Conseil constitutionnel sans recours possible, en raison d'irrégularité de sa déclaration de compte de campagne lors des élections législatives de 2024, rendant ainsi sa candidature impossible pour les municipales de 2026.

## Candidatures déclarées
Le 5 septembre 2024, Benoit Mercuzot, vice président de la communauté d'agglomération, et Nicolas Dumont, ancien maire d'Abbeville, tout deux membres de Renaissance, lancent une association afin d'élaborer leur programme pour les municipales de 2026. Benoit Mercuzot a toutefois quitté Renaissance en décembre 2024, le 28 juin 2025, il déclare sa candidature et démissionne de ses mandats à la mairie d'Amiens et à Amiens Métropole pour se concentrer sur les municipales. Le projet : « réussir Amiens ensemble » avec des personnes venues de tous horizons.
Le 24 novembre 2024 Léon Deffontaines, ancienne tête de liste des communistes aux européennes de 2024 annonce vouloir mener une liste de gauche rassemblée pour les prochaines municipales. Le 26 mars 2025, Hayat Matboua et Goulven Blanchard qui sont désignés pour mener la liste du parti Debout !. Durant l'été 2025, un premier rassemblement s'opère à gauche entre ces deux partis ainsi qu'avec Gauche écosocialiste. Des négociations sont également menées avec Les Écologistes, bien que ces derniers avaient déjà nommé le 15 mars Esra Ercan, conseillère départementale, pour mener leur propre liste,, mais bloquent avec le parti socialiste qui ne souhaite pas dissocier la fonction de maire avec la présidence de la Métropole et qui a également déjà désigné Frédéric Fauvet, conseiller départemental, comme candidat à la mairie.
Le 7 mars 2025 Damien Toumi, candidat malheureux de la 2e circonscription lors des dernières élections législatives, lance officiellement sa campagne avec le soutien du Rassemblement National.
Le 15 avril 2024, La France insoumise annonce la désignation de ses deux chefs de file pour les élections municipales : Samy Olivier et Julya Garrin.
Le 22 mai 2025, Paul-Éric Dècle est désigné par Les Centristes pour être leur chef de fil pour les prochaines municipales.

## Sondages
Tout sondage d'opinion est affecté par une marge d'erreur.
Une couleur arbitraire est associée à chaque institut de sondage ; ces couleurs sont une aide visuelle et ne correspondent pas à une tendance politique.

### Premier tour
| Source    | Date de réalisation | Échantillon | LFI     | PS - PCF - LÉ | UDI - RE - LR | DVD   | RN    | SE        |
| Source    | Date de réalisation | Échantillon | Olivier | Fauvet        | De Jenlis     | Caron | Toumi | Deschamps |
| --------- | ------------------- | ----------- | ------- | ------------- | ------------- | ----- | ----- | --------- |
| Source    | Date de réalisation | Échantillon |         |               |               |       |       |           |
| Cluster17 | 15-23 avril 2025    | 439         | 17      | 22,5          | 25            | 5     | 17    | 13,5      |

N.B. :
- en gras sur fond blanc les candidats qualifiés au second tour dans le sondage.

### Second tour
| Source    | Date de réalisation | Échantillon | LFI     | PS - PCF - LÉ | UDI - RE - LR | RN    | SE        |
| Source    | Date de réalisation | Échantillon | Olivier | Fauvet        | De Jenlis     | Toumi | Deschamps |
| --------- | ------------------- | ----------- | ------- | ------------- | ------------- | ----- | --------- |
| Source    | Date de réalisation | Échantillon |         |               |               |       |           |
| Cluster17 | 15-23 avril 2025    | 401         | —       | 36,5          | 29            | 19    | 15,5      |
| Cluster17 | 15-23 avril 2025    | 434         | 17,5    | 23,5          | 29            | 16    | 14        |

## Résultats
|                          |                   |       |              |              |             |             |        |        |  |
| Tête de liste            | Tête de liste     | Liste | Premier tour | Premier tour | Second tour | Second tour | Sièges | Sièges |  |
| Tête de liste            | Tête de liste     | Liste | Voix         | %            | Voix        | %           | CM     | CC     |  |
|                          | Paul-Éric Dècle   | LC    |              |              |             |             |        |        |  |
|                          |                   |       |              |              |             |             |        |        |  |
|                          | Léon Deffontaines | PCF   |              |              |             |             |        |        |  |
| Amiens en mieux          |                   |       |              |              |             |             |        |        |  |
|                          | Esra Ercan        | LÉ    |              |              |             |             |        |        |  |
|                          |                   |       |              |              |             |             |        |        |  |
|                          | Frédéric Fauvet   | PS    |              |              |             |             |        |        |  |
| Pour Amiens              |                   |       |              |              |             |             |        |        |  |
|                          | Hayat Matboua     | D!    |              |              |             |             |        |        |  |
|                          |                   |       |              |              |             |             |        |        |  |
|                          | Benoit Mercuzot   | AEM   |              |              |             |             |        |        |  |
| Réussir Amiens ensemble  |                   |       |              |              |             |             |        |        |  |
|                          | Damien Toumi      | RN    |              |              |             |             |        |        |  |
|                          |                   |       |              |              |             |             |        |        |  |
|                          |                   |       |              |              |             |             |        |        |  |
| Votes valides            |                   |       |              |              |             |             |        |        |  |
| Votes blancs             |                   |       |              |              |             |             |        |        |  |
| Votes nuls               |                   |       |              |              |             |             |        |        |  |
| Total                    | Total             | Total |              | 100          |             | 100         | 55     | 48     |  |
| Abstention               |                   |       |              |              |             |             |        |        |  |
| Inscrits / participation |                   |       |              |              |             |             |        |        |  |